# Maurice Willems
Maurice Willems (ur. 24 września 1929, zm. 4 grudnia 1986) – piłkarz belgijski, występujący na pozycji napastnika.
W latach 1956–1957 rozegrał 3 mecze i strzelił 4 gole w reprezentacji Belgii. W 1957 został królem strzelców Eerste klasse.